# Rhododendron
Rhododendron L., 1753 è un genere di piante della famiglia delle Ericacee, originario dell'Eurasia e America. Comprende oltre 1000 specie note con il nome comune di rododendro o azalea.

## Etimologia
Il nome del genere deriva dal greco antico ῥόδον?, rhodon, "rosa" e δένδρον, dendron, "albero"

## Descrizione
Comprende piante arbustive, che vanno da 40 a 90 cm, con chiome a portamento aperto e foglie grandi, ruvide, ovali o lanceolate, di colore verde scuro lucido superiormente, più chiare o di colore rugginoso sulla pagina inferiore, con il margine glabro e revoluto, fiori semplici o doppi, dai colori vistosi, campanulati, con lobi a volte ondulati, riuniti in grandi mazzi, alle estremità dei rami. Fioriscono fra la primavera e l'estate, a seconda della specie.
Presentano chiome compatte e raccolte e foglie lanceolate di colore verde lucente, con grappoli di fiori dai colori vivaci, di tutte le sfumature del bianco, rosa, rosso, magenta, con alcune varietà a fiori bicolori.

## Tassonomia

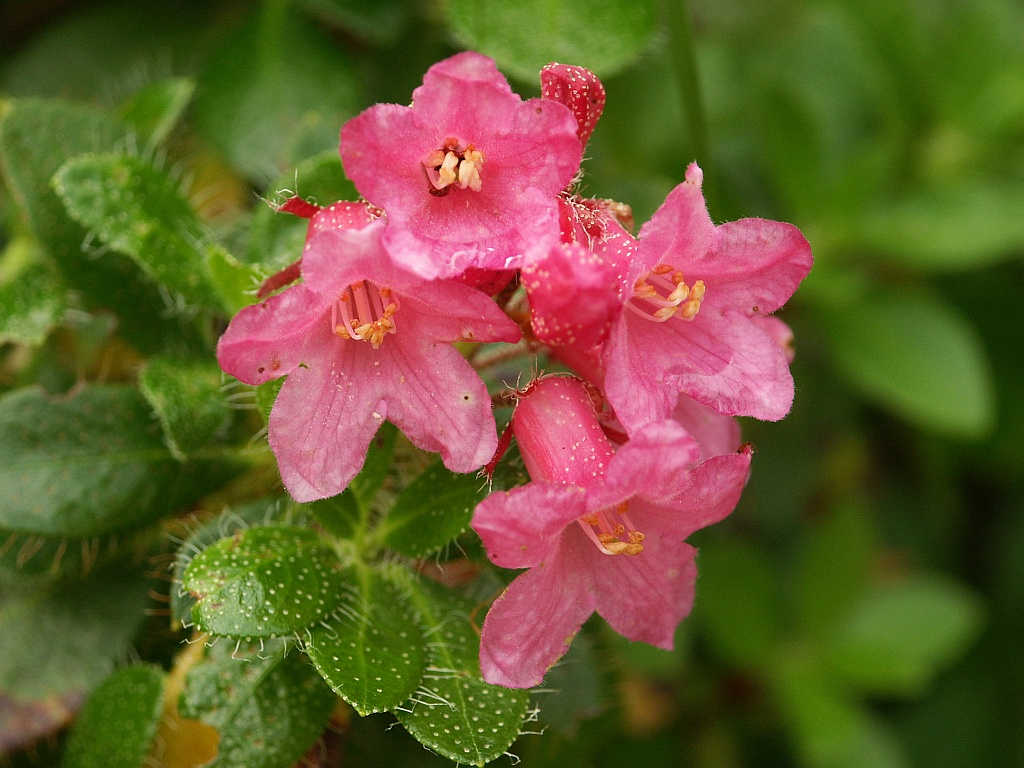
Rhododendron hirsutum

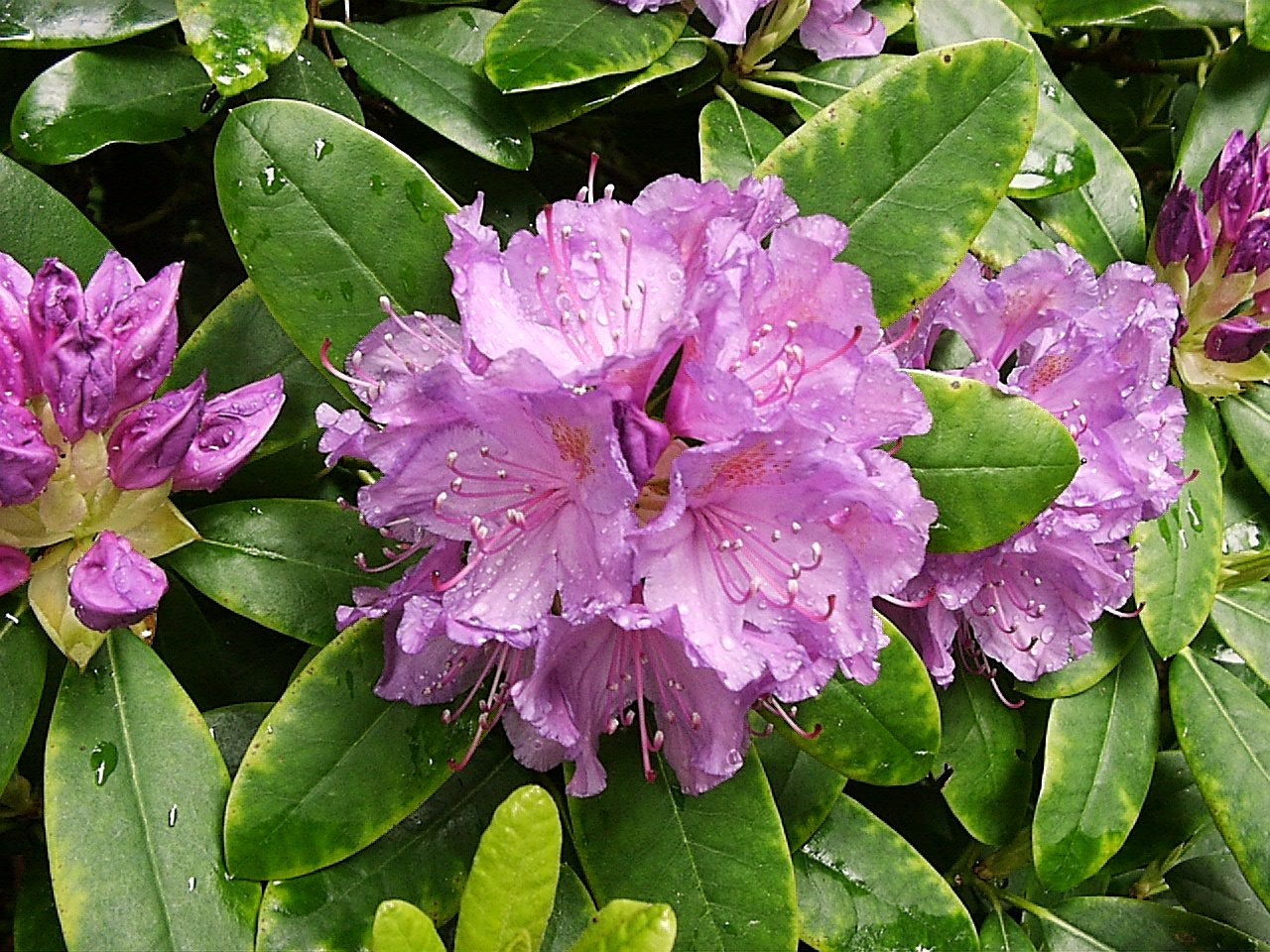
Rhododendron spp.

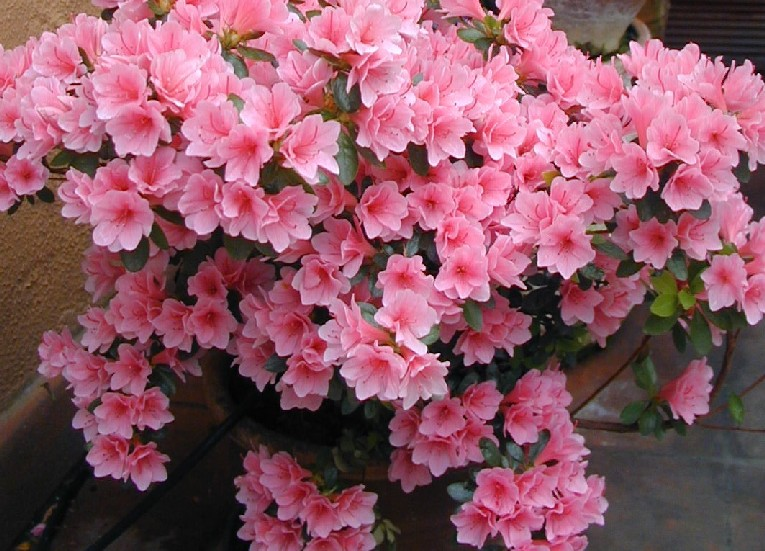
Fiori di azalea

È l'unico genere della tribù Rhodoreae.
Il genere comprende oltre 1000 specie.

### Specie presenti in Italia
In Italia sono presenti allo stato spontaneo due specie:
- Rhododendron hirsutum L. è un arbusto sempreverde, alto fino a 50 cm, frequente sui suoli calcareo-dolomitici o raramente silicei con presenza di calcare, delle nostre montagne ad altitudini tra il piano montano e quello cacuminale, ma anche raramente a quote molto più basse; ha rami tortuosi che nella parte apicale portano foglie coriacee e brevemente picciolate, di forma ovoidale o ellittica, con margine intero e lungamente cigliato, di colore verde scuro sulla pagina superiore più chiare su quella inferiore. I fiori dalla fioritura estiva, sono sorretti da peduncoli pelosi e sono riuniti in corimbi terminali in numero massimo di 10; il calice è anch'esso ispido e peloso, e termina dividendosi in 5 lobi, lanceolati-acuti, mentre la corolla rosata o più raramente bianca, ha forma ad imbuto, con il lembo che si apre in 5 lobi cigliati; ha 10 stami con i filamenti che superano la lunghezza della corolla, e che portano antere di colore porporino. Il pistillo ha l'ovario supero diviso in 5 logge e sormontato da uno stilo lungo quanto i filamenti staminali; il frutto è una capsula ovale.
- Rhododendron ferrugineum L. (Rosa delle alpi), si riconosce dai caratteristici fiori rosa (sul fucsia per la verità). Il colore dei petali unito alle sue peculiari caratteristiche ne fanno una pianta assolutamente dissimile da tutte le altre piante conosciute.

Tra le specie coltivate ricordiamo, Rhododendron maximum originario del Nord America, Rhododendron arboreum e Rhododendron argenteum originari dell'Himalaya, infine Rhododendron campanulatum originario del Nepal, tutti con numerosi ibridi dai colori più svariati, bianco, roseo, rosso-porpora, blu e lilla.
Tra il gruppo delle azalee, coltivate industrialmente, ricordiamo Rhododendron indicum a foglie persistenti, e le numerose specie, ibridi e varietà, a fiore doppio, originarie della Cina e del Giappone, come Rhododendron phoeniceum, Rhododendron mucronatum, Rhododendron simisii e Rhododendron obtusum. Altro gruppo di azalee a fogliame persistente è quello delle kurume, a sviluppo modesto, con fiori piccoli, ma con fioritura compatta e abbondante, sono ibridi e cultivar ottenuti da Rhododendron obtusum.
Tra le azalee a fogliame caduco, ricordiamo, Rhododendron flavum (nota col nome di azalea pontica) originario dell'Asia minore, con fiori campanulati, semplici, grandi di colore giallo o arancio, che la pianta produce prima della ripresa vegetativa, Rhododendron japonicum (Azalea mollis) originario di Cina e Giappone, con fiori di colore rosso-purpureo o giallo con fioriture primaverili, e Rhododendron nudiflorum originario del Nord America.

## Usi
È una pianta conosciuta fin dai tempi più antichi soprattutto per il nettare di cui sono particolarmente ricche. Alcune specie di azalea sono però velenose, come riporta Plinio, che riferisce di un'intossicazione dei soldati dell'esercito romano, durante la campagna asiatica, provocata da miele di specie velenose di azalea. Altri casi di avvelenamento causato da "miele tossico" di rododendro/azalea sono riportati da Senofonte, Aristotele, Strabone e Columella. La tossicità è data dalla presenza di graianotossina.
Molte specie vengono usate come pianta ornamentale, le specie rustiche vengono coltivate in piena terra, nei giardini come gruppi isolati o in vaso sui terrazzi per la formazione di alberelli e cespugli, o in serra le specie più delicate, per la produzione forzata di piante in vaso di altezza non superiore ai 30 cm, per la decorazione degli appartamenti nel periodo natalizio o pasquale, scartandole dopo la fioritura. Le azalee sono anche tra i fiori più regalati per la festa della mamma.